# Rocket Ride
Rocket Ride är det tyska power metal-bandet Edguys sjunde studioalbum, utgivet i januari 2006 på Nuclear Blast Records och i Japan på Avalon.
Albumet föregicks året innan av EP:n Superheroes vars titelspår också ingår på Rocket Ride. Till detta spår spelade man in en musikvideo, och till "Save Me" en livevideo.
Liksom föregångaren Hellfire Club gästades skivan av bland andra Amanda Somerville (ex-Avantasia) och Oliver Hartmann (ex-Avantasia, ex-At Vance) som båda bidrog med bakgrundssång.
Rocket Ride nådde plats 8 på den tyska topplistan och samma plats även på den svenska.

## Låtlista
1. "Sacrifice" – 8:03
2. "Rocket Ride" – 4:49
3. "Wasted Time" – 5:48
4. "Matrix" – 4:10
5. "Return to the Tribe" – 6:07
6. "The Asylum" – 7:39
7. "Save Me" – 3:47
8. "Catch of the Century" – 4:03
9. "Out of Vogue" – 4:36
10. "Superheroes" – 3:20
11. "Trinidad" – 3:29
12. "Fucking with Fire (Hair Force One)" – 4:22

Bonusspår på den japanska utgåvan
1. "Land of the Miracle" (live) – 5:49
2. "Reach Out" – 4:05
3. "Lavatory Love Machine (Acoustic Version)" – 4:40

## Medverkande
Musiker
- Tobias Sammet – sång
- Jens Ludwig – leadgitarr
- Dirk Sauer – rytmgitarr
- Tobias Exxel – basgitarr
- Felix Bohnke – trummor

Bidragande musiker
- Amanda Somerville – bakgrundssång
- Oliver Hartmann – bakgrundssång
- Ralf Zdiarstek – bakgrundssång
- Thomas Rettke – bakgrundssång
- Michael "Miro" Rodenberg – keyboard, orkestrering

Produktion
- Sascha Paeth – producent, inspelningstekniker, mixning, mastering
- Olaf Reitmeier – inspelningstekniker
- Philip Colodetti – inspelningstekniker
- Axel Hermann – omslagskonst
- Thomas Ewerhard – layout
- Alex Kuehr – foto